# شاتو (إيل دو فرانس)

شاتو هي بلدة فرنسية تقع في إيل دو فرانس شمال وسط باريس.

## التعليم
تحتوي المنطقة على 8 حضانات أطفال و5 مدارس إبتدائية ومدرستين ثانويتين، كما يوجد بها بعض المدارس الخاصة.